# Carlo Keil-Möller
Carl Otto (Carlo) Keil-Möller, född 8 december 1890 i Örgryte, död 22 december 1958 i Blentarps socken, Skåne, var en svensk skådespelare, regissör och manusförfattare. 

## Biografi
Keil-Möller var son till stadsmäklaren Johan Mauritz Möller och Olga Antonia Keil. Han växte upp i Göteborg och efter studenten 1910 studerade han vid Uppsala universitet vilket resulterade 1914 i filosofie kandidatexamen. Efter teaterstudier för Louise Fahlman, Signe Hebbe och Gustaf Fredrikson gjorde han sin professionella teaterdebut 1915 på Intima teatern där han stannade till 1921. Åren därpå hade han engagemang för Albert Ranft och på Helsingborgs stadsteater. Därefter var han verksam som regissör åren 1927–1934 vid Lorensbergsteatern och 1934–1935 vid Göteborgs stadsteater, 1935–1939 som manusförfattare på Svensk Filmindustri. År 1939 anställdes han som förste regissör vid Dramaten där han blev kvar fram till 1946. Han blev specialist på att sätta upp komedier och skrev även själv ett antal. 
Åren 1929–1943 var han filmrecensent vid Göteborgs Handels- och Sjöfartstidning och 1943–1945 vid Morgontidningen.
Han gifte sig 1947 med Thomasine Stjernswärd, född Piper (1887–1976). Keil-Möller är begravd på Sövde kyrkogård.

## Filmografi
Roller
- 1918 – Mästerkatten i stövlar
- 1920 – Robinson i skärgården
- 1921 – En lyckoriddare
- 1924 – En piga bland pigor
- 1962 – Fåfängans marknad

Regi
- 1937 – En flicka kommer till sta'n

Filmmanus
- 1923 – Johan Ulfstjerna
- 1924 – En piga bland pigor
- 1924 – Unge greven ta'r flickan och priset
- 1936 – Äventyret
- 1940 – Ett brott

## Teater

### Roller (ej komplett)
| År   | Roll               | Produktion                                                 | Regi                      | Teater                     |
| ---- | ------------------ | ---------------------------------------------------------- | ------------------------- | -------------------------- |
| 1912 | Philolaces         | Mostellaria Plautus                                        | Oscar Lindskog            | Intima teatern             |
| 1915 | Hölscher           | Spader knekt Hans Overweg                                  | Einar Fröberg             | Intima teatern             |
| 1915 | Abbé de la Garde   | Pompadours triumf Adolf Paul                               | Einar Fröberg             | Intima teatern             |
| 1915 | Leander            | Julstugan Ludvig Holberg                                   | Einar Fröberg             | Intima teatern             |
| 1916 | De Geer            | Gustaf III August Strindberg                               | Einar Fröberg             | Intima teatern             |
| 1916 | Reschke            | Generalrepetition på ett dyrbart liv Harry Vosberg         | Albin Lavén               | Intima teatern             |
| 1916 | Radzivill          | Prinsessan och hela världen Edgard Høyer                   | Einar Fröberg             | Intima teatern             |
| 1916 | Bonnefoi, notarie  | Den inbillningssjuke Molière                               | Einar Fröberg             | Intima teatern             |
| 1916 | Seidel             | Hannele Gerhart Hauptmann                                  | Einar Fröberg             | Intima teatern             |
| 1917 | Rudin              | Fädernesland Einar Christiansen                            | Einar Fröberg             | Intima teatern             |
| 1917 | Moltke             | Stövlett-Kathrine Dikken von der Lyhe Zernichow            | Einar Fröberg             | Intima teatern             |
| 1917 | Grip               | Ett resande teatersällskap August Blanche                  | Einar Fröberg             | Intima teatern             |
| 1917 | von Tanell         | En födelsedag på gäldstugan August Blanche                 | Einar Fröberg             | Intima teatern             |
| 1917 | Barin              | Sorina Georg Kaiser                                        | Einar Fröberg             | Intima teatern             |
| 1917 | Filip              | Adlig ungdom Algot Ruhe                                    | Rune Carlsten             | Intima teatern             |
| 1917 | Kapten von Bombert | Kapten Puff eller Storprataren Olof Kexél                  | Rune Carlsten             | Intima teatern             |
| 1918 | Dorset             | Richard III William Shakespeare                            | Einar Fröberg             | Intima teatern             |
| 1918 | Joseph Surface     | Skandalskolan Richard Brinsley Sheridan                    | Einar Fröberg             | Intima teatern             |
| 1920 | Fredrik Hamann     | 2 X 2=5 Gustav Wied                                        |                           | Intima teatern             |
| 1921 | Bargelin           | Dygdens stig Robert de Flers och Gaston Arman de Caillavet | Einar Fröberg             | Intima teatern             |
| 1921 | Madana             | Chitra Rabindranath Tagore                                 | Einar Fröberg             | Intima teatern             |
| 1921 | Jules Marnier      | En fransysk visit Reginald Berkeley                        | Nils Johannisson          | Vasateatern                |
| 1921 |                    | Dansflugan Marcel Gerbidon och Paul Armont                 | Knut Nyblom               | Vasateatern                |
| 1922 | Vicente            | Varulven Angelo Cana                                       | Knut Nyblom               | Vasateatern                |
| 1922 | Prins Johan        | Gustav Vasa August Strindberg                              | Gunnar Klintberg          | Svenska teatern, Stockholm |
| 1923 | Oscar Streber      | Moral Ludwig Thoma                                         | Torsten Hammarén          | Helsingborgs stadsteater   |
| 1923 | Lyzelius           | Fjärde budet Sigurd Wallén                                 | Albin Lindahl             | Helsingborgs stadsteater   |
| 1923 | Falkendal          | Komedien Nini Roll Anker                                   | Gerda Lundequist-Dalström | Helsingborgs stadsteater   |
| 1923 | Erland Köhler      | Signade tider Algot Sandberg                               | Albin Lindahl             | Helsingborgs stadsteater   |
| 1923 | Broder Sollös      | Det lyckliga valet Nils Kjær                               | Torsten Hammarén          | Helsingborgs stadsteater   |
| 1924 | Bob Adams          | Din nästas fästmö Adelaide Matthews och Anne Nichols       | Torsten Hammarén          | Helsingborgs stadsteater   |
| 1924 | Lefol              | Hjärter är trumf Felix Gandera                             | Torsten Hammarén          | Helsingborgs stadsteater   |
| 1924 | Fanborg            | Disciplin Einar Fröberg                                    | Torsten Hammarén          | Helsingborgs stadsteater   |
| 1924 | Faustino           | Åtrå Jacinto Benavente                                     | Gerda Lundequist-Dalström | Helsingborgs stadsteater   |
| 1924 | Bertalan           | Försvarsadvokaten Ferenc Molnár                            | Torsten Hammarén          | Helsingborgs stadsteater   |
| 1924 | Michel de Merteuil | Hans rätta hustru Jacques Bousquet och Henri Falk          | Hjalmar Peters            | Helsingborgs stadsteater   |
| 1924 | Serval             | Främlingen Paul Armont och Louis Verneuil                  | Hjalmar Peters            | Helsingborgs stadsteater   |
| 1924 | Tigellinus         | Salome Oscar Wilde                                         | Torsten Hammarén          | Helsingborgs stadsteater   |
| 1924 | Prosten            | Värmlänningarna Fredrik August Dahlgren och Andreas Randel | Hjalmar Peters            | Helsingborgs stadsteater   |
| 1925 | Hans Persson       | Dagens hjälte Carlo Keil-Möller                            | Torsten Hammarén          | Helsingborgs stadsteater   |
| 1925 | Väktaren           | Antigone Sofokles                                          | Gerda Lundequist-Dalström | Helsingborgs stadsteater   |
| 1925 | Dr. Elliot         | Vår lilla fru Avery Hopwood                                | Torsten Hammarén          | Helsingborgs stadsteater   |
| 1925 | Mats Jeppesen      | Thora van Deken Henrik Pontoppidan och Hjalmar Bergstrøm   | Gerda Lundequist-Dalström | Helsingborgs stadsteater   |
| 1925 | Greve Maagenhjelm  | Kära släkten Gustav Esmann                                 | Gerda Lundequist-Dalström | Helsingborgs stadsteater   |
| 1925 | Arthur             | Kameliadamen Alexandre Dumas den yngre                     | Helge Wahlgren            | Helsingborgs stadsteater   |
| 1926 | Ernest Steele      | Storstädning Frederick Lonsdale                            | Gösta Cederlund           | Helsingborgs stadsteater   |
| 1926 | Hotelldirektören   | Sam Jackson i Paris Maurice Hennequin och Henry de Gorsse  | Albert Nycop              | Helsingborgs stadsteater   |
| 1926 | Gilles de Rais     | Sankta Johanna George Bernard Shaw                         | Gösta Cederlund           | Helsingborgs stadsteater   |
| 1926 | Sandy Verall       | Eliza stannar Henry V. Esmond                              | Gösta Cederlund           | Helsingborgs stadsteater   |
| 1926 | Horace Bouchet     | Spelet om kärleken och döden Romain Rolland                | Albert Nycop              | Helsingborgs stadsteater   |
| 1926 | Pappa              | Julnatten i barnkammaren Carlo Keil-Möller                 | Carlo Keil-Möller         | Helsingborgs stadsteater   |
| 1927 | Charles Windsor    | Vi och de våra John Galsworthy                             | Gösta Cederlund           | Helsingborgs stadsteater   |
| 1927 | Magister Stig      | Gustav Vasa August Strindberg                              | Gösta Cederlund           | Helsingborgs stadsteater   |

### Regi (ej komplett)
| År   | Produktion                            | Upphovsmän                                | Teater                   |
| ---- | ------------------------------------- | ----------------------------------------- | ------------------------ |
| 1923 | Tomtefar                              | Carlo Keil-Möller                         | Helsingborgs stadsteater |
| 1926 | Julnatten i barnkammaren              | Carlo Keil-Möller                         | Helsingborgs stadsteater |
| 1931 | Pierre eller Jack Pierre ou Jack?     | Francis de Croisset                       | Lorensbergsteatern       |
| 1935 | Tovaritch                             | Jacques Deval                             | Göteborgs stadsteater    |
| 1936 | Skolka skolan                         | István Békeffy och Adorján Stella         | Vasateatern              |
| 1939 | Guldbröllop                           | Dodie Smith                               | Dramaten                 |
| 1940 | Koppla av! You Can't Take It with You | Moss Hart och George S. Kaufman           | Dramaten                 |
| 1940 | Tomtefar                              | Carlo Keil-Möller                         | Dramaten                 |
| 1941 | Nya skördar The corn is green         | Emlyn Williams Översättning Palle Brunius | Dramaten                 |
| 1941 | Gudarna le                            | A.J. Cronin                               | Dramaten                 |
| 1942 | Claudia                               | Rose Franken                              | Dramaten                 |
| 1942 | Swedenhielms                          | Hjalmar Bergman                           | Dramaten                 |
| 1943 | Vår hemliga dröm                      | Robert Boissy                             | Dramaten                 |
| 1943 | Den stora skuggan                     | Carlo Keil-Möller                         | Dramaten                 |
| 1944 | Markisinnan The Marquise              | Noël Coward Översättning Elsa af Trolle   | Helsingborgs stadsteater |
| 1944 | Innanför murarna Indenfor murene      | Henri Nathansen                           | Dramaten                 |

### Dramatik
- 1923 - Tomtefar
- 1925 - Dagens hjälte
- Julnatten
- 1943 -  Den stora skuggan : komedi i tre akter. Stockholm: Medén. Libris 1417423

### Översättningar
- 1924 - Fröken Pascal (Mademoiselle Pascal), Martial Piéchaud (otryckt översättning för Helsingborgs stadsteater)
- 1924 - Till främmande hamn (Outward Bound), Sutton Vane (otryckt översättning för Helsingborgs stadsteater)